# Dolin (Insel)
Dolin ist eine kleine, in Nordwest-Südost-Richtung lang gestreckte Insel in der Kvarner-Bucht in Kroatien. Sie liegt an der engsten Stelle nur etwa 300 Meter von der Insel Rab entfernt, von der sie durch den Kanal von Barbat (Barbatski kanal) getrennt ist. Die etwa 9 km lange Insel ist teils bewaldet, teils mit Sträuchern versehen. Am Nordende der Insel steht ein Leuchtturm, der die Einfahrt zum Stadthafen Rab kennzeichnet.